# Tjievrakjávrásj
Tjievrakjávrásj, enligt tidigare ortografi Tjeurakjauratj, är en sjö i Jokkmokks kommun i Lappland och ingår i Luleälvens huvudavrinningsområde. Sjön har en area på 0,471 kvadratkilometer och ligger 1 000 meter över havet. Vattendraget Goahtnjunjesjåhkå avvattnar sjön.

## Delavrinningsområde
Tjievrakjávrásj ingår i det delavrinningsområde (744131-155751) som SMHI kallar för Mynnar i Lilla Luleälvens vattendragsyta. Medelhöjden är 1 055 meter över havet och ytan är 50,84 kvadratkilometer. Det finns inga avrinningsområden uppströms utan avrinningsområdet är högsta punkten. Goahtnjunjesjåhkå som avvattnar avrinningsområdet har biflödesordning 3, vilket innebär att vattnet flödar genom totalt 3 vattendrag (Darreädno (Tarraätno), Lilla Luleälven, Luleälven) innan det når havet efter 334 kilometer. Avrinningsområdet består mestadels av kalfjäll (95 procent). Avrinningsområdet har 1,26 kvadratkilometer vattenytor vilket ger det en sjöprocent på 2,5 procent.